# Barbastella
Barbastella é um gênero de morcegos da família Vespertilionidae.

## Espécies
- Barbastella barbastellus (Schreber, 1774)
- Barbastella beijingensis Zhang et al., 2007
- Barbastella leucomelas (Cretzschmar, 1830)